# Si 201 (航空機)
ジーベル Si 201
ジーベル Si 201（模型）
- 用途：偵察機
- 製造者：ジーベル（Siebel Flugzeugwerke Halle K.G.）
- 運用者：ドイツ空軍
- 初飛行：1938年
- 生産数：2機

ジーベル Si 201 （Siebel Si 201）は、ジーベル社で設計、製造された観測、陸軍直協の偵察機である。その他の機種と共に評価にかけられたが、最終的にSi 201は量産には入らず2機の試作機のみが製造された。

## 設計と開発
空中観測と陸軍直協機の要求へ応じた設計のSi 201は1938年に初飛行を行い、フィーゼラー Fi 156とメッサーシュミット Bf 163と共に評価試験にかけられた。Fi 156に量産命令が出され、Si 201は2機の試作機のみが製造された。
Si 201は、尾輪式降着装置を持つ支柱付き高翼単葉であり、主翼の上に搭載したアルグス As 10Cエンジンで推進式のプロペラを駆動した。操縦士と観測員がタンデムに搭乗する全面ガラス張りの四角い形状の前部胴体を持っていた。

## 要目
- 乗員：2名（操縦士、観測員）
- 全長：10.4 m (34 ft 11⁄2 in)
- 全幅：14.0 m (45 ft 111⁄4 in)
- 全高：3.4 m (11 ft 13⁄4 in)
- 翼面積：
- 空虚重量：1,120 kg (2,469 lb)
- 運用重量：1,440 kg (3,175 lb)
- エンジン：1 × アルグス As 10C 倒立V型8気筒エンジン、179 kW (240 hp)
- 最大速度：185 km/h (115 mph)
- 巡航速度：150 km/h (94 mph)
- 巡航高度：5,500 m (18,040 ft)
- 航続距離：450 km (280 miles)
- 上昇率 :